# Свети Теодор Тирон (Видин)
Вижте пояснителната страница за други значения на Свети Теодор Тирон.
„Свети Теодор Тирон“ е православна църква във Видин, България, част от Видинската епархия на Българската православна църква.

## Местоположение
Църквата е разположена на улица „Цар Симеон Велики“ в северния видински квартал Кумбаир.

## История
Инициативният комитет за изграждане на църква в Кумбаир се събира в 1884 година и още същата година митрополит Антим Видински благославя основния камък на храма. Главен майстор на църквата е женения за българка от Кумбаир италианец Фердинандо, който по-късно участва в изграждането на Видинската синагога. През 1886 година храмът е завършен с пари и труд на жителите на квартала. На следната година митрополит Антим го освещава.
На 27 април 1891 година църковното настоятелство получава разрешение от властите за построяване на масивна едноетажна сграда с 5 стаи, в която до 1939 година е настанено основното училище в квартала, по-късно ОУ „Петко Р. Славейков“.
Църквата притежава 227 декара полски имоти и обширна зеленчукова градина. В 1948 година по-голямата част е национализирана, като на храма остават само 30 декара. След падането на комунистическия режим имотите са върнати на църквата.
През 1997 – 1999 година храмът е основно ремонтиран и обновен.

## Описание
Църквата е еднокорабна, каменна базилика с притвор, измазана с хоросан. Над притвора има камбанария с купол. Осветлението във вътрешността става през 8 засводени прозореца. Над притвора има женска църква. Амвонът, владишкият и царският трон и иконостасът са дървени и резбовани. Иконостасът завършва с кръст, фланкиран от 2 петела. На него има 6 царски и 34 малки икони. В 1885 година в църквата рисува видният дебърски майстор Евгений Попкузманов. Стените не са изписани, а таванът е боядисан в синьо и украсен със звезди. Единият от петте полилея е кристален.